# 洪新霞
洪新霞（1940年—），馬來西亞已退役女子羽球運動員。
洪新霞於1965年在東南亞運動會上慶祝了她的第一次重大國際成功，在那裡她贏得了女子單打冠軍。六年後，她再次贏得女子單打冠軍，並與張秀容一起贏得女子雙打銀牌。她還代表馬來西亞獲得女子團體銀牌。在亞洲運動會上，她在1966年取得成功，當時她與鄭求山一起贏得混合雙打金牌。
在大英國協運動會上，她從1966年到1974年連續三次獲得女子雙打銅牌。